# Luitzen Egbertus Jan Brouwer
Luitzen Egbertus Jan Brouwer (por lo general citado como L.E.J. Brouwer y conocido entre sus amigos como Bertus) (27 de febrero de 1881 - 2 de diciembre de 1966), fue un matemático y filósofo holandés,  que trabajó en topología, teoría de conjuntos, teoría métrica y análisis complejo. Fue el fundador de la filosofía matemática del intuicionismo.

## Biografía
Topología
Al principio de su carrera, Brouwer había demostrado un buen número de teoremas que denotaron avances significativos en el campo emergente de la topología. El resultado más célebre fue su prueba de la invarianza del dominio. Entre sus otros resultados, también es bien conocido el teorema del punto fijo de Brouwer. Además demostró el teorema de aproximación simplicial como una de las bases de la topología algebraica, lo que justifica la reducción en términos combinatorios, después de la subdivisión suficiente de un complejo simplicial para el tratamiento de aplicaciones continuas generales. En 1912, a los 31 años, fue elegido miembro de la Real Academia Holandesa de las Artes y las Ciencias.
Intuicionismo
Brouwer ideó la filosofía matemática que denominó intuicionismo, en oposición al entonces vigente formalismo de David Hilbert y sus colaboradores, como Paul Bernays, Wilhelm Ackermann o John von Neumann (cf. Kleene (1952), p. 46-59). Como una variedad del constructivismo matemático, el intuicionismo es esencialmente una filosofía de los fundamentos de las matemáticas. De forma un tanto simplista, en ocasiones se caracteriza a sus seguidores indicando que se niegan a utilizar en el razonamiento matemático el principio del tercero excluido.
Brouwer fue miembro del Significs group. Formó parte de la historia temprana de la semiótica, el estudio de los símbolos centrado alrededor de la pensadora británica Victoria, Lady Welby en particular. El significado original de su intuicionismo probablemente no puede ser desligado por completo del ambiente intelectual de ese grupo.
En 1905, a la edad de 24 años, Brouwer expresó su filosofía de la vida en un corto tratado con el título La vida, arte y misticismo descrito por Davis como "empapado en el pesimismo romántico" (Davis (2002), p 94). Arthur Schopenhauer tuvo una influencia formativa en Brouwer, entre otras cosas porque insistió en que todos los conceptos se basan fundamentalmente en intuiciones sensibles.
Posteriormente, Brouwer "se embarcó en una campaña de justicia propia para reconstruir la práctica matemática a partir de cero con el fin de satisfacer sus convicciones filosóficas"; de hecho, su director de tesis se negó a aceptar su Capítulo II, aduciendo que ...todo está entretejido con algún tipo de pesimismo y una actitud mística a la vida que no es la matemática, ni tiene nada que ver con los fundamentos de las matemáticas" (Davis , p. 94 citando Stigt, p. 41). Sin embargo, en 1908:
"... Brouwer, en un artículo titulado "La falta de confiabilidad de los principios de la lógica", desafió la creencia de que las reglas de la lógica clásica, que han llegado hasta nosotros esencialmente a través de Aristóteles (384 a -322 aC), son conjuntos validez absoluta, independiente de la materia a la cual se aplican" (Kleene (1952), p. 46).
"Mientras estaba terminando su tesis doctoral (1907 - véase Van Dalen), Brouwer tomó una decisión consciente para mantener sus ideas más polémicas temporalmente en secreto y concentrarse en demostrar su destreza matemática" (Davis (2000), p 95.). Hacia 1910 ya había publicado una serie de documentos importantes, en particular, el teorema del punto fijo. El formalista Hilbert (con quien el intuicionista Brouwer en última instancia pasaría años discutiendo) admiraba al joven matemático y le ayudó a recibir un nombramiento académico regular (1912) en la Universidad de Ámsterdam (Davis, p. 96). Fue entonces cuando "Brouwer se sintió libre para regresar a su proyecto revolucionario, que ahora estaba llamando intuicionismo" (ibid).
Siendo un hombre joven, se mostró muy combativo. Estuvo involucrado en una controversia pública muy degradante en la década de 1920 con Hilbert sobre la política editorial de los Mathematische Annalen , en ese momento una revista de referencia, quedando relativamente aislado; por lo que el intuicionismo  fue desarrollado tras el impulso inicial por su alumno Arend Heyting.
El matemático holandés e historiador de las matemáticas, Bartel Leendert van der Waerden asistió a conferencias impartidas por Brouwer en sus últimos años, y comentó:

"A pesar de que las contribuciones más importantes de su investigación fueron en topología, Brouwer nunca dio cursos sobre topología, pero sí -y sólo sí- sobre  las bases de su intuicionismo. Parecía que ya no estaba convencido de sus resultados en topología debido a que no eran correctas desde el punto de vista del intuicionismo, y juzgó todo lo que había hecho antes, su mayor producción, falso de acuerdo con su filosofía."

Sobre sus últimos años, Davis (2002) señala:
"... Se sentía cada vez más aislado, y pasó sus últimos años bajo el hechizo de 'preocupaciones financieras totalmente infundadas y con un temor paranoico a la quiebra, la persecución y la enfermedad'. Murió en 1966 a la edad de 85 años, atropellado por un vehículo al cruzar la calle frente a su casa ". (Davis, p. 100, citando Stigt. P. 110.)

## Reconocimientos
- Fue nombrado miembro de la Royal Society.[10]
- El cráter lunar Brouwer[11] lleva este nombre en su honor, compartido con el astrónomo holandés Dirk Brouwer.